# نیل موکرجی
نیل موکرجی (انگلیسی: Neel Mukherjee؛ زادهٔ ۱۹۷۰) یک نویسنده اهل هند است.
اولین رمان او در سال ۲۰۰۸ به نام گذشته استمراری در هند چاپ شد. نسخه بریتانیایی این رمان با نام یک زندگی گسیخته در سال ۲۰۱۰ منتشر شد و برنده جایزه انجمن نویسندگان بریتانیا برای بهترین داستان شد. رمان زندگی دیگران نامزد دریافت جایزه بوکر سال ۲۰۱۴ بود. او در حال حاضر در لندن زندگی می‌کند و نوشته‌های او در نشریاتی مانند ابزرور، دیلی تلگراف، بوستون ریویو و دیلی تلگراف چاپ می‌شود.